# Deutsche Alpine Skimeisterschaften 2014
Die Deutschen Alpinen Skimeisterschaften 2014 fanden vom 21. bis 28. März 2014 in Garmisch und Oberjoch statt. Abfahrt, Super G und Riesenslalom der Männer wurden in Garmisch ausgetragen, Riesenslalom der Damen und Slalom in Oberjoch.

## Streckendaten
|                             | Riesenslalom       | Slalom           | Abfahrt           | Super G           | Riesenslalom        |
| --------------------------- | ------------------ | ---------------- | ----------------- | ----------------- | ------------------- |
| Datum                       | 21. März           | 22. März         | 26. März          | 27. März          | 28. März            |
| Ort                         | Oberjoch           | Oberjoch         | Garmisch          | Garmisch          | Garmisch            |
| Startzeit 1. Lauf (Frauen)  | 8:45 Uhr           | 8:30 Uhr         | 10:00 Uhr         | 10:00 Uhr         | –                   |
| Startzeit 2. Lauf (Frauen)  | 10:30 Uhr          | 11:15 Uhr        | –                 | –                 | –                   |
| Startzeit 1. Lauf (Männer)  | –                  | 9:15 Uhr         | 10:15 Uhr         | 10:25 Uhr         | 9:30 Uhr            |
| Startzeit 2. Lauf (Männer)  | –                  | 13:00 Uhr        | –                 | –                 | 11:45 Uhr           |
| Seehöhe Start               | 1.543 m            | 1.408 m          | 1.690 m           | 1.690 m           | 1.490 m             |
| Seehöhe Ziel                | 1.228 m            | 1.228 m          | 1.188 m           | 1.188 m           | 1.188 m             |
| Höhendifferenz              | 315 m              | 180 m            | 502 m             | 502 m             | 302 m               |
| Streckenlänge               | ?                  | ?                | 1.610 m           | 1.610 m           | ? m                 |
| Kurssetzer 1. Lauf (Frauen) | H. Wagner(GER)     | H. Renoth (GER)  | T. Aschauer (GER) | H. Wagner(GER)    | –                   |
| Kurssetzer 2. Lauf (Frauen) | C. Schwaiger (GER) | S. Schmid (GER)  | –                 | –                 | –                   |
| Kurssetzer 1. Lauf (Männer) | –                  | H. Wallner (GER) | A. Fürbeck (GER)  | T. Aschauer (GER) | R. Krumbacher (GER) |
| Kurssetzer 2. Lauf (Männer) | –                  | M. Eberle (GER)  | –                 | –                 | M. Eberle (GER)     |
| Tore 1. Lauf                | ?                  | 61 (H)/57 (D)    | 21                | 37                | 49                  |
| Tore 2. Lauf                | ?                  | 61 (H)/57 (D)    | –                 | –                 | 45                  |

## Herren

### Abfahrt
| Platz | Name                    | Zeit    |
| ----- | ----------------------- | ------- |
| 01    | Klaus Brandner          | 58,40 s |
| 02    | Andreas Sander          | 58,70 s |
| 03    | Marc Berthod (SUI)      | 59,18 s |
| 04    | Marc Pfister (SUI)      | 59,28 s |
| 05    | Christof Brandner       | 59,38 s |
| 06    | Douglas Crawford (GBR)  | 59,39 s |
| 07    | Ami Oreiller (SUI)      | 59,56 s |
| 08    | Klemen Kosi (SLO)       | 59,60 s |
| 09    | Fabio Renz              | 59,90 s |
| 010   | Paul de la Cuesta (SPA) | 59,91 s |

Datum: 26. März 2014

Ort: Garmisch

### Super-G
| Platz | Name                    | Zeit        |
| ----- | ----------------------- | ----------- |
| 01    | Sandro Viletta (SUI)    | 1:07,67 min |
| 02    | Andreas Sander          | 1:08,00 min |
| 03    | Silvan Zurbriggen (SUI) | 1:08,26 min |
| 04    | Marc Berthod (SUI)      | 1:08,38 min |
| 05    | Klaus Brandner          | 1:08,90 min |
| 06    | Fabio Renz              | 1:08,96 min |
| 07    | Gilles Roulin (SUI)     | 1:09,06 min |
| 08    | Pierre Bugnard (SUI)    | 1:09,12 min |
| 09    | Christof Brandner       | 1:09,22 min |
| 010   | Dominik Schwaiger       | 1:09,31 min |

Datum: 27. März 2014

Ort: Garmisch

### Riesenslalom
| Platz | Name                   | Zeit        |
| ----- | ---------------------- | ----------- |
| 01    | Sandro Jenal (SUI)     | 2:11,10 min |
| 02    | Linus Straßer          | 2:11,55 min |
| 03    | Michael Gufler (ITA)   | 2:11,95 min |
| 04    | Sebastian Holzmann     | 2:12,14 min |
| 05    | Dominik Schwaiger      | 2:12,41 min |
| 06    | Thomas Dreßen          | 2:12,52 min |
| 07    | Anton Lindebner        | 2:12,53 min |
| 08    | Fernando Schmed (SUI)  | 2:12,57 min |
| 09    | Thomas Hettegger (AUT) | 2:12,58 min |
| 010   | Magnus Walch (AUT)     | 2:12,73 min |

Datum: 28. März 2014

Ort: Garmisch

### Slalom
| Platz | Name                   | Zeit        |
| ----- | ---------------------- | ----------- |
| 01    | Felix Neureuther       | 1:39,51 min |
| 02    | Fritz Dopfer           | 1:40,52 min |
| 03    | Dave Ryding (GBR)      | 1:40,88 min |
| 04    | Linus Straßer          | 1:41,71 min |
| 05    | Stefan Luitz           | 1:41,84 min |
| 06    | Riccardo Tonetti (ITA) | 1:41,98 min |
| 07    | Sebastian Holzmann     | 1:42,21 min |
| 08    | Philipp Schmid         | 1:42,48 min |
| 08    | Dominik Stehle         | 1:42,48 min |
| 010   | David Ketterer         | 1:42,63 min |

Datum: 22. März 2014

Ort: Oberjoch

### Super-Kombination
nicht ausgetragen

## Damen

### Abfahrt
| Platz | Name               | Zeit        |
| ----- | ------------------ | ----------- |
| 01    | Michaela Wenig     | 1:01,44 min |
| 02    | Mihaela Kosi (SLO) | 1:02,19 min |
| 03    | Marina Wallner     | 1:02,44 min |
| 04    | Marlene Schmotz    | 1:02,66 min |
| 05    | Patrizia Dorsch    | 1:03,01 min |

Datum: 26. März 2014

Ort: Garmisch

### Super-G
| Platz | Name                        | Zeit        |
| ----- | --------------------------- | ----------- |
| 01    | Klára Křížová (CZE)         | 1:10,11 min |
| 02    | Johanna Schnarf (ITA)       | 1:10,48 min |
| 03    | Karoline Pichler (ITA)      | 1:11,20 min |
| 04    | Lisa Magdalena Agerer (ITA) | 1:11,22 min |
| 05    | Marina Wallner              | 1:11,27 min |
| 06    | Michaela Wenig              | 1:11,56 min |
| 07    | Meike Pfister               | 1:12,10 min |
| 08    | Patrizia Dorsch             | 1:12,26 min |
| 09    | Kira Weidle                 | 1:12,60 min |
| 010   | Mihaela Kosi (SLO)          | 1:13,06 min |

Datum: 27. März 2014

Ort: Garmisch

### Riesenslalom
| Platz | Name                   | Zeit        |
| ----- | ---------------------- | ----------- |
| 01    | Katarina Lavtar (SLO)  | 2:16,73 min |
| 02    | Marlene Schmotz        | 2:17,12 min |
| 03    | Šárka Strachová (CZE)  | 2:17,23 min |
| 04    | Barbara Wirth          | 2:17,43 min |
| 05    | Lisa-Maria Reiss (AUT) | 2:17,51 min |
| 06    | Tina Robnik (SLO)      | 2:17,97 min |
| 07    | Maren Wiesler          | 2:18,01 min |
| 08    | Kerstin Maier (AUT)    | 2:18,10 min |
| 08    | Mirjam Puchner (AUT)   | 2:18,10 min |
| 010   | Patrizia Dorsch        | 2:18,18 min |

Datum: 21. März 2014

Ort: Oberjoch

### Slalom
| Platz | Name                      | Zeit        |
| ----- | ------------------------- | ----------- |
| 01    | Elisabeth Kappaurer (AUT) | 1:45,02 min |
| 02    | Barbara Wirth             | 1:45,33 min |
| 03    | Hanna Hofer (AUT)         | 1:46,50 min |
| 04    | Katharina Dürr            | 1:46,54 min |
| 05    | Tina Robnik (SLO)         | 1:46,69 min |
| 06    | Adriana Jelinkova (NED)   | 1:46,72 min |
| 07    | Ricarda Haaser (AUT)      | 1:46,77 min |
| 08    | Elisabeth Willibald       | 1:47,06 min |
| 09    | Stephanie Resch (AUT)     | 1:47,16 min |
| 010   | Andrea Komšić (CRO)       | 1:47,78 min |

Datum: 22. März 2014

Ort: Oberjoch

### Super-Kombination
nicht ausgetragen

## Anmerkung
1. 1 2 3 4 5 6 7 8 9 10 11 12 13 14 15 16 17 18 19 20 21 22  Ausländische Teilnehmer erhielten keine Medaillen.